# Марко С. Марковић
Марко Србољубов Марковић (Београд, 30. новембар 1924 — Орлеан, 27. април 2012) био је српски политиколог, историчар, теолог, филозоф. Један је од најзначајнијих писаца српске политичке емиграције и дипломац Сорбоне. Био је учесник рата, припадник Равногорског покрета генерала Драгољуба Михаиловића, у чијим је јединицама био подсекретар Верско-идеолошког одсека. 
Архива и библиотека Марка С. Марковића налазе се у Удружењу за културу, уметност и међународну сарадњу „Адлигат" у Београду.

## Биографија

### Детињство, младост и породица
Марко С. Марковић рођен је од оца др Србољуба Марковића (1885–1951), правника и дипломца са Сорбоне, и мајке Бранке Марковић (1895–1971), рођене Јовановић, ћерке др Ђорђа Јовановића. Име Марко добио је по деди са очеве стране, дворском књижару у време династије Карађорђевић. Марков деда са мајчине стране, Ђорђе, такође дипломац са Сорбоне, био је лични лекар краља Александра Обреновића, професор Велике школе и један од оснивача Врњачке Бање. По деди Ђорђу, Марко води порекло од чувеног Карађорђевог војводе Јанка Катића.
Одрастао је у Београду, а младост и детињство провео је у улицама Кнеза Милоша и Скадарској. Маркови родитељи развели су се када му је било пет година, након чега је он остао да живи са оцем Србољубом. Уз њега је у раној младости почео да упознаје културну елиту предратног Београда. Међу њима је била и Ксенија Атанасијевић, прва жена доцент на Београдском универзитету, као и књижевница Јелена Димитријевић и популарни оперски певач Жарко Цвејић. Највећи утисак из очеве боемске околине у Скадарлији, по Марковим речима, оставили су песник Сима Пандуровић и глумац Добрица Милутиновић.
Основну и средњу школу Марко је завршио у Београду. Другу мушку гимназију похађао је у јеку Другог светског рата, од 1939. до 1943. године, када је матурирао. Даље Марково школовање било је одложено до окончања ратног стања. 

#### Ратни период
Одмах по матурирању, заједно са већином својих вршњака, Марко се придружио јединицама Врховне команде Југословенске војске у Отаџбини, у оквиру којих је био у Верско-идеолошком одсеку.  Идеолошки задатак његовог одсека, на чијем је челу био јеромонах Јован Рапајић, ученик владике Николаја Велимировића, био је демонтирање тоталитарних покрета  – нацизма, фашизма и комунизма. Иако му је било само деветнаест година, одмах му је поверена врло одговорна дужност подсекретара одсека.
У пролеће и јесен 1944. године, након англо-америчког бомбардовања Београда и других великих српских градова, уласка совјетских трупа на територију Србије и војног слома ЈВуО, Марко се са јединицама Српског добровољачког корпуса повлачи преко Босне и Словеније, борећи се у Истри до краја рата. По окончању рата, две године провео је у Италији, по логорима и касарнама за расељена лица. Боравио је у логорима у Форлију и Еболију, где ће 1946. године објавити свој први штампани рад „Млади Сава” у броју 3–4 часописа Хришћанска мисао, у коме је био члан уредништва. Након тога придружио се јединацама Динарске четничке дивизије попа Ђујића у војном логору Чезене. Овде му је издата Војничка равногорска књижица, у којој службени запис наводи да је Марко „Карактера чврстог и постојаног. Отворен, миран, скроман, тих, поносан, друштвен, дружељубив, савестан и поуздан. Добар борац […] Стално ради на усавршавању […] Један од вредних, ваљаних и интелигентних омладинаца који се непоштедно залагао за националну ствар. Сваку препоруку заслужује.”.

### Живот у Паризу

#### Студије
Године 1947. Марко из италијанских војних логора одлази у Париз и одмах по доласку уписује теологију на Православном богословском институту Светог Сергија Радоњешког, где је предавао и славни руски религијски и политички филозоф Николај Берђајев. Дипломирао је 1952. године, а по завршетку студија уписује и 1955. дипломира на руској секцији Школе за оријенталне језике. Током ових година, од 1951. до 1953, радио је као секретар Српске православне парохије у Паризу.
Правничку лиценцу стекао је 1965. године на Универзитету за економију и социјалне науке, а специјализацију из политичких наука обавио је током 1972–1973. и из историјских установа током 1974–1975. године.
На Ђурђевдан 1975. године докторирао је на Сорбони, одбранивши рад на тему „Филозофија неједнакости и политичке идеје Николаја Берђајева“. Комисијом је председавао сам председник универзитета Сорбоне, а Марко је за докторат добио награду Универзитета у Паризу и државну субвенцију за штампање докторске тезе 1976. године. Француска академија наука је тезу одликовала наградом од 18. маја 1980. године. Стицањем докторског звања из политичких наука на Сорбони, др Марко С. Марковић је постао трећа генерација у својој породици која је докторат стекла на овом универзитету.

#### Радови
Прве радове др Марко С. Марковић почео је да објављује још током боравка у италијанским логорима за расељена лица, 1946. године. Након тога отпочиње сарадња са скоро свим најзначајнијим листовима и часописима послератне српске емиграције, како родољубивим тако и црквеним. Писао је за Искру и Свечаник из Минхена, за Календар Српске православне цркве у Америци и Канади и Американски србобран са седиштем у Питсбургу, за Глас канадских Срба из Виндзора и Србију из Виноне, али и за Хиландар на Светој Гори и Лазарицу из Бирмингема у Великој Британији и бројне друге. Главни уредник Слободне Југославије са седиштем у Минхену био је од 1955. до 1957. године.
Своју прву књигу „Југословенски писци”, Марко С. Марковић објавио је у емиграцији у Паризу 1966. године, годину дана након што је стекао правничку лиценцу. Књига је такође штампана и у Минхену.  Након тога, током специјализације из политичких наука у Паризу, 1972. објављује „Персонализам раних словенофила”, а следеће године и „Политику Јураја Крижанића” на француском језику. Такође на француском, 1974. објављује „Брачно право Православне цркве по Никодиму Милашу”, а 1975. године пише и објављује докторски рад „Филозофију неједнакости и политичке идеје Николаја Берђајева”. Након завршеног доктората, у Бирмингему излазе по два издања на српском језику из области филозофије историје: „Свети Сава – светитељ и просветитељ” (1975. и 1985) и „Тајна Косова” (1976. и 1989). Ова два дела представљају два темељна стуба на којима почива читава филозофија Марка С. Марковића. У њима он опомиње српски народ да су „Срби [...] без Светога Саве и без косовског духа [...] без та два најважнија стуба на којима почива српско народно биће [...] кописти и просјаци, који попут безличне руље тумарају само странпутицама историје.". Марковић је cвeтосавље називао српском „филозофијом стварања”, a Косово „филозофијом страдања”.
Написао је поговор за књигу „Народни устанак“ (поводом 150-годишњице Првог српског устанка, Минхен, 1954) и предговор збирци песама „Бела гробница“ Душана Петровића (Саутпорт Квинсленд, Аустралија, 1989).
У Бирмингему је 1977. године штампано и дело „Марксизам у теорији и пракси по руским мислиоцима”.

#### Приватни живот
Године 1953. Марко С. Марковић оженио је др Никол Мирен, докторку медицине и ћерку француског генерала Мирена. Заједно су добили троје деце, Светлану, Србољуба и Ђорђа, који имена добијају по прецима са Маркове, српске стране. Од њих је др Марко С. Марковић добио деветоро унучади. 
О својој тазбини и животу у Француској, Марковић је рекао: „Веровао сам да сам у [тазбини] нашао своју другу породицу. После женине смрти, показало се да сам годинама живео у заблуди. Преконоћ сам био ’опатуљен’ […] За време рата против Срба, ниједан члан француске породице није се нашао да ми изрази симпатије или да за мој народ покаже ма и најмање разумевање. Уколико нису понављали пропагандну крилатицу о ’српској агресији’, једино би ме очекивало учтиво ћутање.”
Његов рад и живот били су под утицајем учења православног хришћанства.

### Први повратак у Србију
Из емиграције, Марко се први пут вратио у Србију јануара 1997. године, када му је било седамдесет три године. Том приликом посетио је Патријаршију СПЦ у Београду, где га је дочекао патријарх српски Павле, а потом му је у Крагујевцу добродошлицу пожелео и епископ Сава Шумадијски. Посетио је и манастир Каленић, одакле је 1944. године кренуо у повлачење и емиграцију, симболично затворивши круг свог првог повратка у Србију. Институт за геополитичке студије у Београду и Петроварадину такође је Марковићу приредио дочек.
Ипак, његов први долазак у Србију, након педесет три године проведене у емиграцији, медијски је протекао скоро незапажено.

#### Објављивање радова у Србији
Као припадник српске равногорске културне елите др Марко С. Марковић био је у немилости комунистичких власти СФР Југославије, те његова дела у Србији нису била штампана све до краја осамдесетих година. Након тога, оглашавао се у Теолошким погледима (Београд, 1986–1987. и 1990–1991. под уредништвом епископа Данила Крстића), Гласу Цркве (Ваљево, 1988–1992), Православљу (Београд, 1990–1991), Образу (Београд, 1995–1996), Књижевним новинама (Београд, 2001. под уредништвом Предрага Драгића Кијука, 1945–2012), Јавности из Републике Српске, Геополитици (Београд), Европи нација (Београд), Огледалу (Београд), Црквеном животу (Београд) и Дверима српским (Чачак).
Прве књиге др Марка С. Марковића штампане у Србији биле су „Истина о Француској револуцији”, „Наличје једне утопије” и „Пола века српске голготе 1941–1991”. Штампане су 1995. године у издању Издавачке куће Образ, под уредништвом Небојше Крстића.
Последње објављено дело у Србији је „Бог и човек – заједно у рату“ (2010), за које је увод и рецензију написао православни публициста Владимир Димитријевић. 

## Архива и библиотека др Марка С. Марковића
Марковићева архива и библиотека данас се налазе у Удружењу за културу, уметност и међународну сарадњу „Адлигат" у Београду. Поклони су његове ћерке, проф. Светлане Марковић. Библиотека садржи веома ретке и до сада непознате примерке књига које су српски војници штампали у војним логорима у Италији, али и обимну емигрантску штампу. У архиви Марка С. Марковића и његових предака пронађени су оригинални менији за свечане ручкове на двору краља Александра Обреновића и краљице Драге, оригинални документ из канцеларије кнеза Милоша Обреновића, оригинал једног од првих српских телеграма послат пре 1882. године, писма Велимира Валожића који је 1854. године отворио издавачку књижару, документа о бугарским заробљеницима под српском командом 1917. године и многа друга архивска грађа од прворазредног значаја за проучавање српске историје.

## Награде
Матица исељеника Србије и Удружење књижевника Србије 2000. године доделиле су др Марку С. Марковићу награду „Растко Петровић”. Године 2007. од Матице исељеника Србије примио је и награду „Драгиша Кашиковић”.
Др Марко Србољубов Марковић преминуо је 27. априла 2012. године у Орлеану крај Париза, где је и сахрањен.

## Дела
Издања штампана у емиграцији
- „Југословенски писци“ (књига 1, Париз/Минхен, 1966),
- „Персонализам раних Словенофила“ (дипломски рад за теолошку кандидатуру, Париз, 1972),
- „Политика Јурија Крижанића“ (на француском, Париз, 1973),
- „Филозофија неједнакости и политичке идеје Николаја Берђајева“ (на француском, Париз, 1975),
- „Свети Сава – светитељ и просветитељ“ (Бирмингем, 1975, 1985),
- „Брачно право Православне Цркве по Никодиму Милашу“ (на француском, Париз, 1976),
- „Тајна Косова“ (Бирмингем 1976, 1989) и
- „Марксизам у теорији и пракси по руским мислиоцима“ (Бирмингем, 1977).

Издања штампана у Србији
- „Истина о Француској револуцији“ (Образ, 1995),
- „Наличје једне утопије“ (Образ, 1995),
- „Пола века српске голготе 1941-1991“ (Образ, 1995)
- „Стопама Христовим” (Манастир Хиландар, 1996),
- „Тајна Косова” (Хришћанска мисао, 1998),
- „Српска апологија Русије” (прва књига, 1998),
- „Српска апологија Русије” (друга књига, 1999),
- „Православље и нови светски поредак” (1999),
- „Смрт и васкрсење” (Хришћанска мисао, 2002),
- „Марксизам у теорији и пракси по Николају Берђајеву” (Хришћанска мисао, 2003),
- „На смрт осуђени: српски народ од краља Александра до Брозовог доласка на власт” (Хришћанска мисао, 2004),
- „Косово у ранама” (Хришћанска мисао, 2005),
- „На развалинама јутопије – Срби од стварања Југославије до Сребренице и Косова” (Легенда, 2007),
- „Срби и Сребреница кроз призму Силвије Матон” (Хришћанска мисао, 2007),
- „Атеизам у прошлости и данас” (Луча, 2007),
- „Еволуција без Дарвина” (Хришћанска мисао, 2009) и
- „Бог и Човек заједно у рату” (Лио, Горњи Милановац, 2010).